# Jokin Uria Lekuona
Jokin Uria (Lezo, 12 de febrer de 1965) és un exfutbolista basc, que jugava com a migcampista.

## Trajectòria
Uria va passar pràcticament tota la seua carrera esportiva a la Reial Societat. Va ser fitxat al 82/83 del Sagrado Corazón de Telleria, per formar part del planter del filial donostiarra, el Sanse. Debuta a la temporada següent amb el primer equip en un partit de Copa del Rei contra l'Amorebieta, però no seria fins a la campanya la 86/87 quan dona el salt en Lliga. Eixe any juga 11 partits i el seu equip guanya la Copa del Rei.
Ja part de la Reial Societat, no va ser fins a la temporada 91/91 quan aconsegueix la titularitat, disputant fins a 30 partits. A l'any següent qualla la seua millor temporada amb 32 partits i 4 gols. Però, no té més continuïtat i torna a tindre un paper regular en l'equip donostiarra, al voltant de la vintena de partits de lliga a l'any, fins al seu darrer exercici, el 96/97, on només hi apareix en nou ocasions.
Finalment, la campanya 97/98 juga amb la SD Eibar de la Segona Divisió, disputant 31 partits. A la conclusió d'eixa temporada hi penja les botes, amb 223 partits en Primera i 9 gols.